# Charlie Danger
Charlie Danger, née le 7 février 1996 à Saint-Nazaire, est une vidéaste web et vulgarisatrice française animant la chaîne YouTube Les Revues du monde depuis 2014.

## Biographie

### Jeunesse
Née le 7 février 1996, Charlie Danger a grandi dans une famille d'historiens, d'anthropologues et d'égyptologues. Ses parents sont antiquaires à Guérande et lui apprennent à dater les objets et les meubles, et à tenter de reconstituer leur histoire : « Mes parents aiment les objets et les histoires qu’ils racontent », explique-t-elle.
Elle souhaitait devenir surfeuse professionnelle, mais un accident lui valant une amputation d'une partie du pied l'en a empêché alors qu'elle était âgée de quinze ans. Après avoir passé son baccalauréat littéraire, elle commence des études supérieures en histoire de l'art et en archéologie.

### Chaîne YouTube (depuis 2014)
Elle lance sa chaîne YouTube de vulgarisation historique et archéologique Les Revues du Monde le 22 juillet 2014 en parallèle de ses études.
L'objectif de la chaîne est d'aborder l'histoire et l'archéologie « de façon fun » tout en conservant « une dimension universitaire », les informations proposées étant vérifiées auprès d'historiens et d'archéologues. Parmi les formats spécifiques de la chaîne, on peut citer le format « Les Théories du monde » consacré aux mythes et légendes.
La chaîne s'intéresse à toutes les périodes de l'histoire et les sujets traités partent généralement de questionnements personnels. L'univers esthétique est axé sur l'aventure et chaque sujet est traité avec des touches d'humour.
En 2018, elle est invitée par le Musée du Louvre, pour tourner deux vidéos de vulgarisation,. En janvier 2019, elle réalise une vidéo dans laquelle elle corrige les affirmations du vidéaste Squeezie sur les pyramides et qui devient l'une des vidéos les plus vues sur la chaîne.
En 2022, sa chaîne YouTube compte plus de 900 000 abonnés et est citée dans un article du Monde dans une liste de « six chaînes YouTube pour renouveler sa culture historique ». Elle atteint le million d'abonnés en 2024.

### Conférences
En 2019, Charlie Danger fait un talk dans la conférence TedX Isae Supaero sur le thème de la beauté qui a abordé des questions comme « Pourquoi l’apparence a-t-elle une place plus importante chez les femmes que chez les hommes ? » ou « Pourquoi les femmes ont-elles tendance à se comparer entre elles ? ». Celui-ci fait l'objet d'une captation et est posté sur YouTube où la vidéo cumule plus d'1,5 million de vues.
À l'occasion des Journées européennes du patrimoine 2020, elle anime une conférence, en collaboration avec le projet européen NETCHER et le laboratoire HISOMA, qui a pour but la sensibilisation au problème du pillage et du trafic de biens culturels. Elle s'accompagne d'une vidéo intitulée Ce marché noir en train de détruire notre Histoire sortie le 20 septembre.

### Autres activités
Depuis 2019, Charlie Danger travaille en partenariat avec l'INRAP pour mettre en avant les Journées nationales de l'archéologie ou encore pour présenter des chantiers de fouilles.
En 2021, elle fait partie du jury E-toiles de science 2021, compétition de vidéos de vulgarisation scientifique organisée dans le cadre du festival du film Pariscience.
En 2024, elle apparait en première de couverture sur l'édition spéciale et collector du livre Impressionism de son conjoint, le photographe Jonathan Bertin.

### Soutien au Nouveau Front populaire
En juin 2024, elle est signataire d'une tribune appelant à voter « contre l’extrême droite et pour le Nouveau Front Populaire » aux élections législatives anticipées des 30 juin et 7 juillet 2024.

## Victime de harcèlement
Charlie Danger a souvent subi un cyberharcèlement sexiste, après la publication sur Instagram de photographies artistiques nues d'elle-même et son intervention au TedX Isae Supaero le 19 octobre 2019,,. À l'occasion de cette conférence, Charlie Danger a notamment évoqué la compétition intrasexuelle entre femmes, le droit de se promener seins nus ou encore l'épilation ; autant de thématiques qui lui ont valu plusieurs campagnes de cyberharcèlement sexiste, accompagnées, pour certaines, de menaces de mort à son encontre. À l'issue de la conférence, et alors que les harcèlements se multiplient notamment dans la section commentaire de la plateforme YouTube sur laquelle est hébergée la vidéo TedX, Charlie Danger demande aux organisateurs, dans un tweet publié le 26 décembre 2019, d'avoir recours à une modération des contenus sensibles. Contacté par le HuffPost, TedX Isae Supaero souligne que « la vidéo est postée sur la chaîne officielle de TedX », qui poste « des centaines de vidéos par jour et n'[a] pas le temps de modérer les milliers de commentaires écrits dans des centaines de langues ». Interviewée sur France Bleu Loire Océan en février 2019, elle dénonce un harcèlement quotidien.